# Madame l'archiduc
Personnages
- Marietta, servante d'auberge (soprano)
- Giletti, mari de Marietta (ténor)
- L'archiduc Ernest (ténor)
- Capitaine Fortunato (mezzo-soprano ou ténor)
- Le comte de Castelardo (baryton)
- La comtesse de Castelardo (soprano)
- Riccardo, serviteur du comte de Castelardo (baryton)
- L'aubergiste
- Giacometta & Beppino, servants d'auberge
- Quatre conspirateurs
- Quatre ministres

Airs
- Air de Marietta  « Vous officier, et sans moustache » - Acte I
- Sextuor de l'alphabet « S, A, D et E » - Acte II
- Air de l'archiduc  « Original » - Acte II
- Air de Marietta « Pas ça, pas ça » - Acte III

Madame l'archiduc est un opéra-bouffe en trois actes de Jacques Offenbach, sur un livret de Albert Millaud créé le 31 octobre 1874 au théâtre des Bouffes Parisiens.
À sa création, la pièce est bien accueillie par le public et les critiques, en particulier le premier acte, et voit son succès consacré par 105 représentations consécutives.
« Jamais, au grand jamais, on n’a tant applaudi aux Bouffes-Parisiens […] La pièce est d’une bouffonnerie spirituelle et charmante, et la partition une des plus jolies qu’ait écrites le maestro Offenbach, dont la verve et le talent sont décidément inépuisables. »

## Argument
Dans le duché de Parme vers 1820. 

### Acte I
(12 scènes)
Quatre conspirateurs (dont le mot de code et devise sont les lettres S, A, D et E : « Supprimer Archi-Duc Ernest ») se rencontrent dans une auberge. Ils attendent le comte de Castelardo, exilé depuis quinze ans, qui doit prendre la tête de leur mouvement et mettre à exécution leur complot.
Deux domestiques de cette auberge, Giletti et Marietta, rentrent tout juste de leur mariage et le comte et la comtesse arrivent par la diligence de Modène. Ils s'y retrouvent seuls avec l'aubergiste car celui-ci n'a pu empêcher le départ de tous ses servantes et serviteurs souffrant du mariage de Marietta…
Lorsque les dragons de l’archiduc Ernest, commandés par le - petit- capitaine Fortunato encerclent l’auberge, les conspirateurs ont déjà fui. Giletti et Marietta sont contraints d’accepter de se faire passer pour le comte et la comtesse – dix mille écus ou la mort ! Ils sont alors arrêtés par Fortunato qui les mène au château de Castelardo.

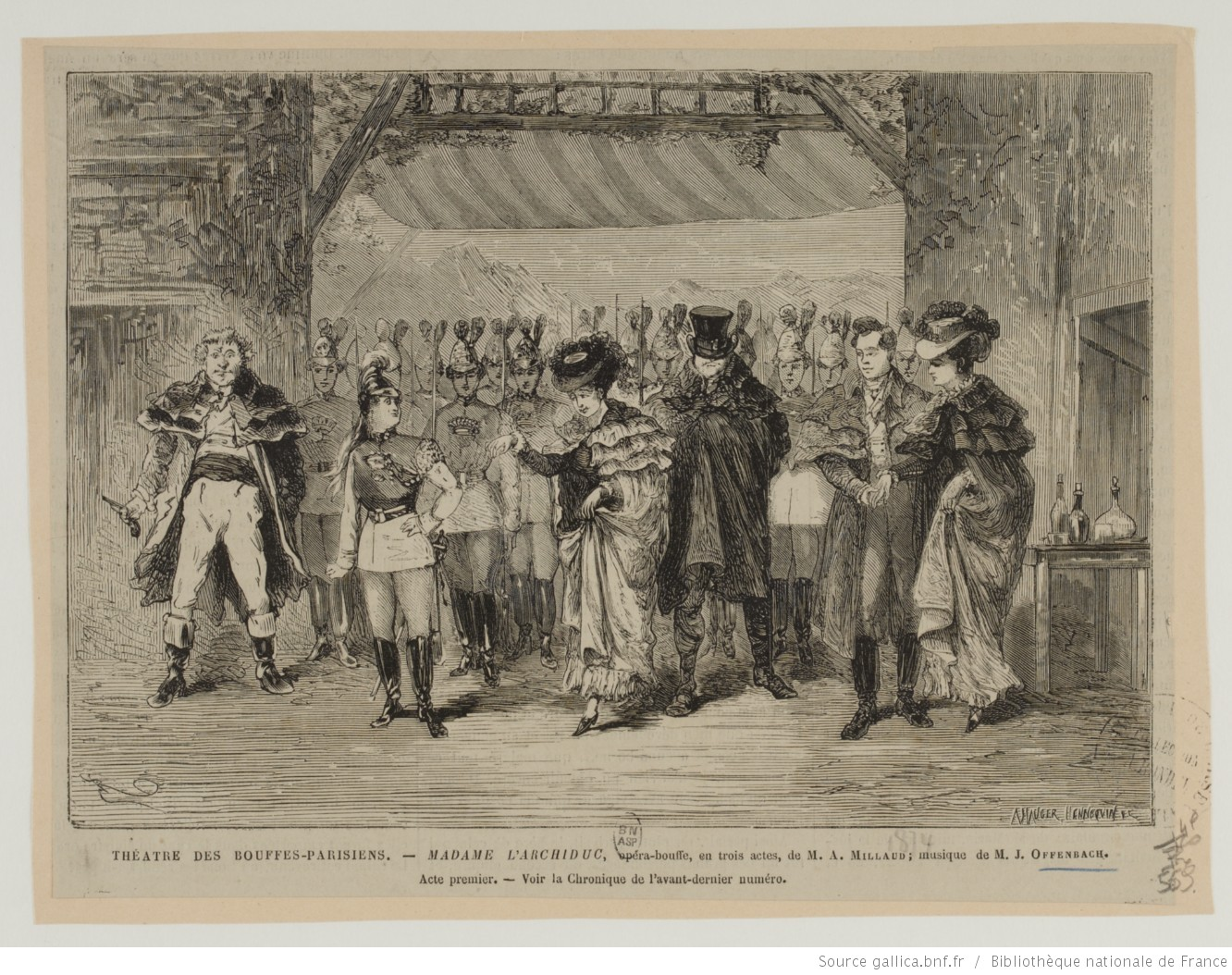
Le - petit- capitaine Fortunato arrête Giletti et Marietta

### Acte II
(11 scènes)

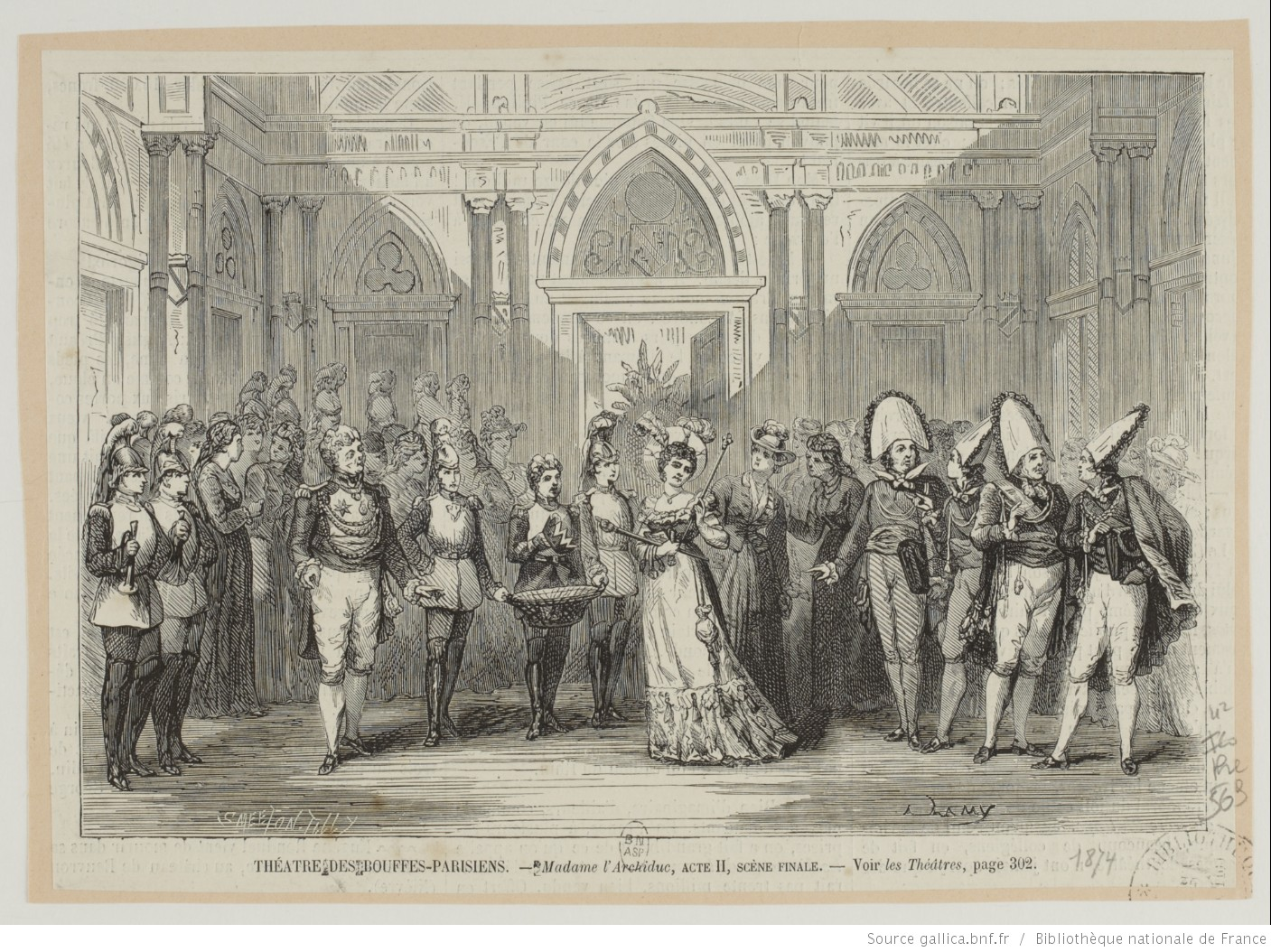
Scène finale de l'acte 2 : Marietta devient archiduchesse.

Après avoir été accueillis par le personnel du château de Castelardo, Giletti et Marietta rencontrent les conspirateurs. Ces derniers expliquent à Gilleti qu’il doit assassiner l’archiduc ! 
Justement, l’archiduc Ernest arrive et il se présente lui-même comme le plus original des archiducs - « Chaque archiduc de ma patrie, d’un autre archiduc fut l’égal, bref, ils étaient une copie ; moi, je suis un original. »
Alors qu’il s’apprête à juger durement ceux qu’il croit être le comte et la comtesse de Castelardo, il est séduit par le gracieux sourire de Marietta. Il s'apprête à pardonner lorsque les conspirateurs sont arrêtés. Il change alors encore d’avis et expédie le jugement des conjurés et de Gilleti – « houst ! ». En tête à tête avec Marietta, il tente de la subordonner - « Comtesse, faites-moi votre petit sourire, faisez petite risette à Nénest ! », puis après l’arrivée du capitaine Fortunato, celle-ci retourne la situation et le convainc finalement d’abdiquer en sa faveur : "Vive Madame l'archiduc !".
Les premières décisions de Marietta sont expéditives : Fortunato voit doubler ses appointements, les conspirateurs deviennent ministres et Giletti prince consort.

### Acte III
(8 scènes)
Une semaine plus tard, peu avant l’aube, dans le jardin du palais ducal, les soldats de Fortunato patrouillent sous les fenêtres de l’archiduchesse Marietta. Gilleti a été envoyé en ambassade à Naples.
Fortunato, pourtant lui-même fort épris de madame l’Archiduc, doit veiller son sommeil. Il ne peut cependant empêcher un brigadier (l’archiduc déguisé) d’entrer dans son pavillon. Ce dernier manque alors d’être fusillé et doit s'identifier. Une fois seul avec Marietta, Fortunato déclare sa flamme à l’archiduchesse qui n’est pas indifférente mais le repousse.
L’archiduc rejoint alors ses quatre anciens ministres qui sont devenus à leur tour conspirateurs et qui se sont associés au vrai comte de Castelardo. Sur ces entrefaites, Gilleti revient de son ambassade fantoche. Tous les usurpateurs sont démasqués : Ernest redevient archiduc et Marietta et Gilleti, riches de 10 000 écus, rachètent leur auberge où ils vont enfin pouvoir profiter de leur nuit de noces.

## Acteurs et costumes de la première représentation[5]
| Rôle                                      |                 |
| ----------------------------------------- | --------------- |
| L’Archiduc Ernest                         | Daubray         |
| Fortunato (capitaine des Dragons)         | Laurence Grivot |
| Marietta                                  | Anna Judic      |
| Giletti                                   | M. Habay        |
| Le Comte                                  | Lucien Fugère   |
| La Comtesse                               | Mme. B. Perret. |
| Ricardo                                   | M. Desmonts     |
| L’hote                                    | M. Homerville   |
| Beppino                                   | M. Maxnère      |
| Giacometta                                | Mme. Godin      |
| Le Duc de Pontefiascone, un conspirateur  | Pierre Grivot   |
| Le Marquis de Frangipano, un conspirateur | M. Scipion      |
| Le Comte de Bonaventura, un conspirateur  | M. Jean-Paul.   |
| Bonardo, un conspirateur                  | M. Guyot        |
| Pianodolce, un ministre                   | M. Courcelles   |
| Andantino, un ministre                    | M. Durand       |
| Chi-lo-sa, un ministre                    | M. Rivet        |
| Tutti-Frutti, un ministre                 | M. Maxnère      |

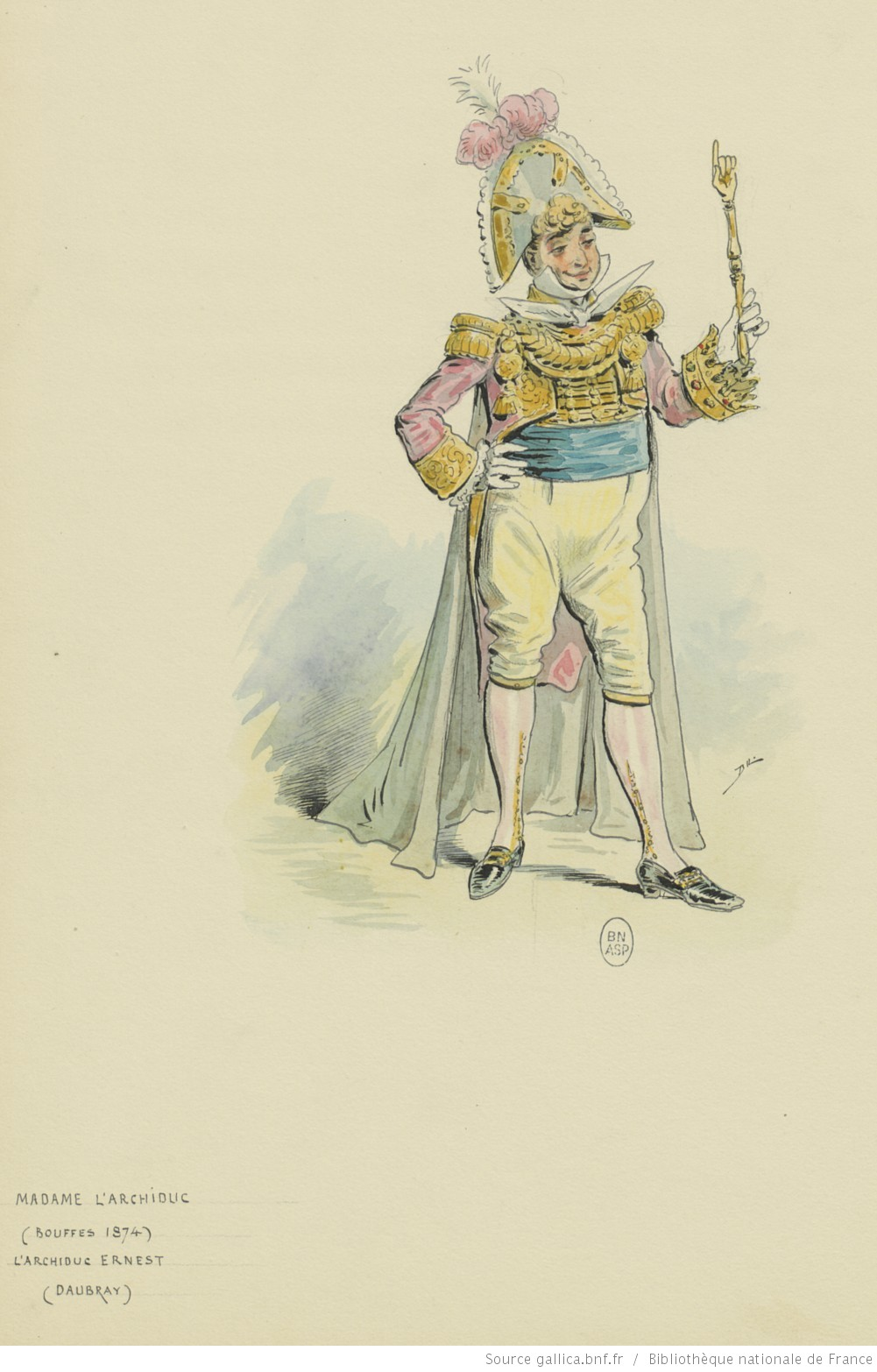
Archiduc Ernest
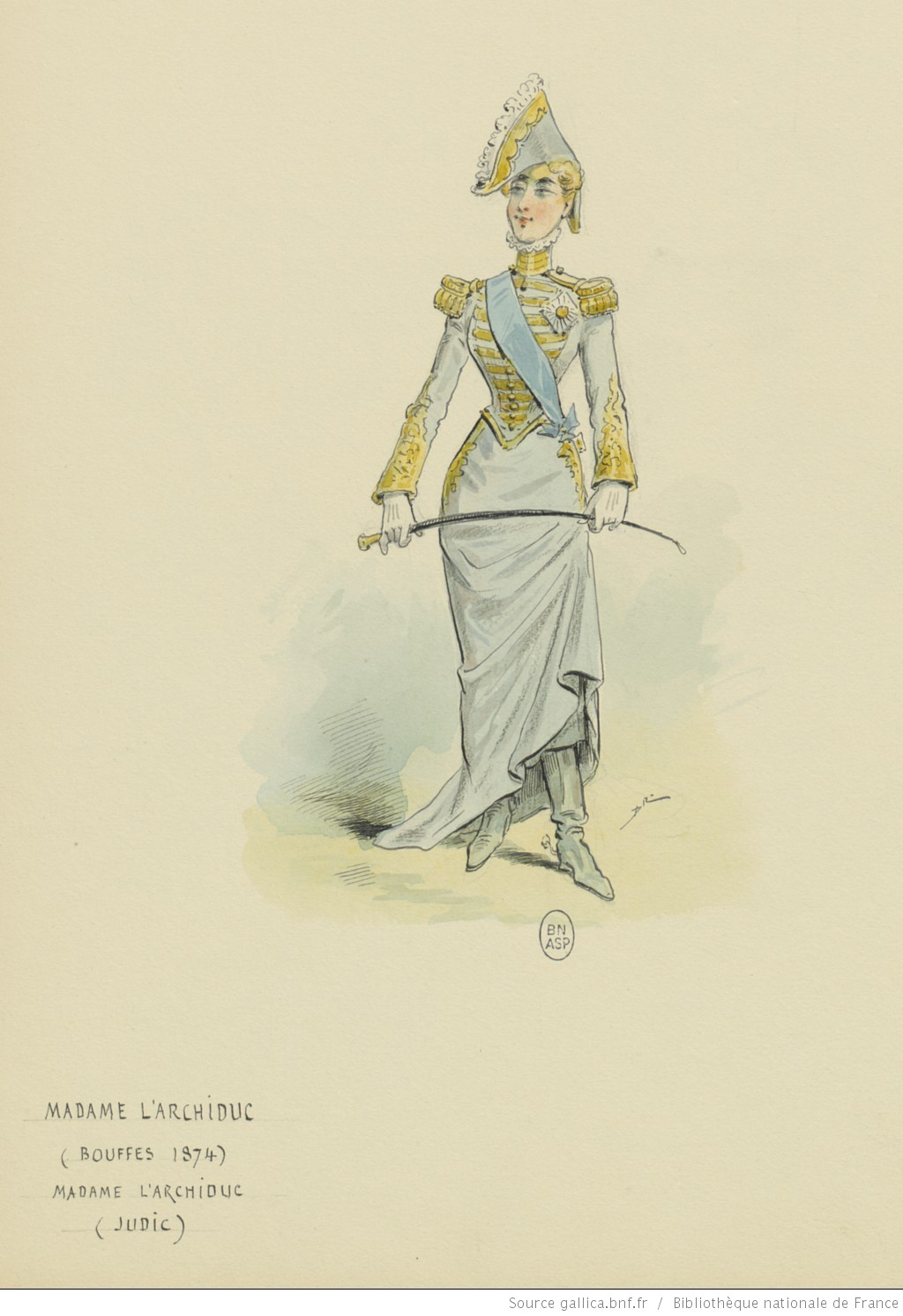
Marietta - Madame l'Archiduc
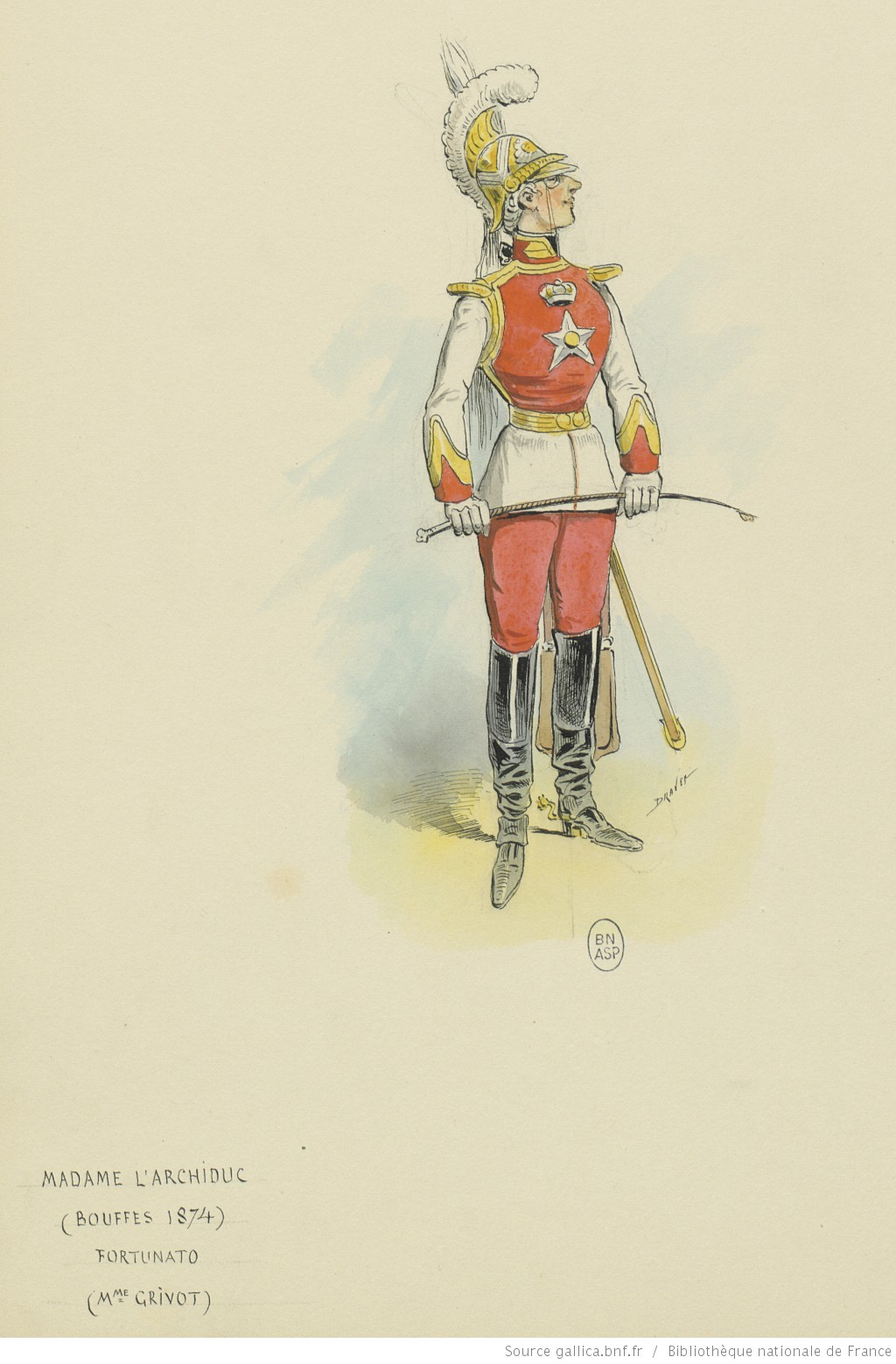
Capitaine Fortunato

## Divers
Le rôle du capitaine Fortunato est indifféremment interprété par une mezzo-soprano (ex : Laurence Grivot à la création) ou un ténor (cas des enregistrements de 1956 et 1963).
Il est a noter également que la situation spatio-temporelle et les personnages de Marietta, Giletti et l’archiduc Ernest correspondent quasiment aux personnages homonymes apparaissant dans le roman de Stendhal, La Chartreuse de Parme.

## Discographie
- Madame l'archiduc (1956) : Orchestre radio symphonique de Lille, Marcel Cariven (direction), Aimé Doniat, Claudine Collart (INA 2014)
- Madame l'archiduc (1963) : Chorale Lyrique et Orchestre lyrique de l'ORTF, Jean-Claude Hartemann (direction), Lina Dachary, Raymond Amade, Dominique Tirmont, Pierre Miguel (Musidisc 1991)